# Apotekspersonale
Apotekspersonale (herunder sygehusapotekspersonale, undertiden kaldet hospitalsapotekspersonale) dækker over de forskellige faguddannede og faglærte grupper, der er beskæftiget på et apotek eller sygehusapotek. Der skelnes mellem farmaceutisk apotekspersonale (med videregående uddannelser) og teknisk apotekspersonale (med erhvervsuddannelser eller mesterlære):
- Det farmaceutiske personale er i alle lande de eneste, som er autoriseret eller godkendt til at foretage den lovpligtige farmakologiske kontrol af alle takserede/ekspederede recepter – samt til at lede og udføre opgaver inden for klinisk farmaci (som f.eks. diverse sundhedsydelser; rådgivning af apotekets patienter og kunder omkring lægemidler og deres virkning og korrekt anvendelse; lægemiddelinformation til sygehuspersonale; farmaceutisk gennemgang af patientmedicinjournaler; apoteks- og sygehus(apoteks)relaterede farmaceutiske projekter; og meget andet). Det er desuden det farmaceutiske personales ansvar at lede/bestyre apoteker og sygehusapoteker (eller afdelinger heraf); at være ansvarlige for lægemiddelproduktion på apoteker og sygehusapoteker; at være uddannelsesansvarlige for farmaceutiske studerende (f.eks. farmaceut-, receptar- og farmakonomstuderende) i praktik og på studieophold på apoteker og sygehusapoteker.

- Det tekniske personale er – sammen med diverse ufaglærte servicemedarbejdere – beskæftiget med (sygehus)apotekets mange praktiske og tekniske opgaver, som f.eks. logistik og varestyring, herunder varebestilling, varemodtagelse, vareetikettering, varepåpladssætning og vareretursending; recepttaksering/-ekspedition og fremfindelse af receptens ordinerede lægemidler; besvarelse af telefoniske, elektroniske og skriftlige henvendelser fra kunder, patienter, sundhedsprofessionelle m.fl.; vareudbringning (chauffør- og cykelbudkørsel); laboratoriemæssige produktionsopgaver; udstillings- og dekorationsopsætning; rengøring, sorterting, oprydning m.m.; kasseoptælling og bogholderi; ekspedition af håndkøbskasser/kvikkasser (salg af ikkeinformationspligtige apoteksvarer – dvs. alle andre varer end lægemidler); vejledning og praktisk oplæring af tekniske elever/lærlinge (f.eks. apoteksassistent- og apoteksteknikerelever/-lærlinge) i praktik/lære på apoteker og sygehusapoteker.

## Norden

### Danmark(inkl.FærøerneogGrønland)
Det farmaceutiske apoteksuddannede personale:
- Farmaceut (cand.pharm.) – 5-årig videregående uddannelse
- Farmakonom (lægemiddelkyndig) – 3-årig videregående uddannelse
- Apoteksmedhjælper (exam.pharm.) – 3-årig videregående uddannelse

Det tekniske apoteksudlærte personale:
- Apoteksassistent (apotekstekniker) – 3-årig erhvervsuddannelse
- Defektrice (apotekstekniker) – 3-årig erhvervsuddannelse

### Finland(inkl.Åland)
Det farmaceutiske apoteksuddannede personale:
- Provisor (finsk: proviisori; dansk: farmaceut, cand.pharm.) – 5-årig videregående uddannelse
- Farmaceut (tidl. receptar; finsk: farmaseutti; dansk: bachelor i farmaci) – 3-årig videregående uddannelse

Det tekniske apoteksudlærte personale:
- Lægemiddeltekniker (finsk: lääketeknikko) – 3-årig erhvervsuddannelse
- Lægemiddelarbejder (finsk: lääketyöntekijä) – 1½-årig erhvervsuddannelse
- Teknisk apoteksassistent (finsk: tekninen apulainen) – 1-årig mesterlære på apotek

### Island
Det farmaceutiske apoteksuddannede personale:
- Farmaceut (cand.pharm.) – 5-årig videregående uddannelse
- Apoteksmedhjælper (exam.pharm.; svarende til receptar, bachelor i farmaci) – 3-årig videregående uddannelse

Det tekniske apoteksudlærte personale:
- Apotekstekniker – 3-årig erhvervsuddannelse
- Lægemiddelarbejder – 1½-årig erhvervsuddannelse

### Norge
Det farmaceutiske apoteksuddannede personale:
- Provisorfarmaceut (norsk: provisor, farmasøyt, provisorfarmasøyt, cand.pharm.; dansk: farmaceut, cand.pharm.) – 5-årig videregående uddannelse
- Receptarfarmaceut (norsk: reseptar, farmasøyt, reseptarfarmasøyt; dansk: receptar, bachelor i farmaci) – 3-årig videregående uddannelse

Det tekniske apoteksudlærte personale:
- Apotekstekniker (norsk: apotektekniker, farmasitekniker) – 3-årig erhvervsuddannelse

### Sverige
Det farmaceutiske apoteksuddannede personale:
- Apoteker (svensk: apotekare, farmaceut; dansk: farmaceut, cand.pharm.) – 5-årig videregående uddannelse
- Receptar (svensk: receptarie, farmaceut; dansk: receptar, bachelor i farmaci) – 3-årig videregående uddannelse

Det tekniske apoteksudlærte personale:
- Apotekstekniker (svensk: apotekstekniker) – 3-årig erhvervsuddannelse
- Apoteksassistent – 1-årig mesterlære på apotek

## Øvrige lande

### Nederland
Det farmaceutiske apoteksuddannede personale:
- Farmaceut (nederlandsk: apotheker, Master of Science in Pharmacy; dansk: cand.pharm.) – 6-årig videregående uddannelse

Det tekniske apoteksudlærte personale:
- Apoteksassistent (nederlandsk: apothekerassistent) – 3-årig erhvervsuddannelse
- Apoteksmedarbejder (nederlandsk: apotheekmedewerker) – 1½-årig erhvervsuddannelse

### Storbritannien
Det farmaceutiske apoteksuddannede personale:
- Farmaceut (engelsk: pharmacist, Master of Science in Pharmacy; dansk: farmaceut, cand.pharm.) – 5-årig videregående uddannelse

Det tekniske apoteksudlærte personale:
- Apotekstekniker (engelsk: pharmacy technician) – 3-årig erhvervsuddannelse

### Tyskland
Det farmaceutiske apoteksuddannede personale:
- Farmaceut (tysk: Apotheker, Apothekerin; dansk: farmaceut, cand.pharm.) – 5-årig videregående uddannelse
- Farmaceut (tysk: Pharmazeut) – 4-årig videregående uddannelse
- Farmaciingeniør (tysk: Pharmazieingenieur; svarende til receptar) – 3-årig videregående uddannelse
- Apoteksassistent (tysk: Apothekerassistent, Apothekenassistent; svarende til receptar) – 3-årig videregående uddannelse

Det tekniske apoteksudlærte personale:
- Apoteksteknisk assistent (tysk: Pharmazeutisch-technischer Assistent, PTA) – 2½-årig erhvervsuddannelse
- Apoteksbutikassistent (tysk: Pharmazeutisch-kaufmännischer Angestellter, PKA) – 3-årig erhvervsuddannelse
- Apotekshjælper (tysk: Apothekenhelfer, Apothekenhelferin) – 3-årig erhvervsuddannelse
- Apoteksfaglært arbejder (tysk: Apothekenfacharbeiter, Apothekenfacharbeiterin) – 3-årig erhvervsuddannelse
- Farmaciassistent (tysk: Pharmazeutische Assistent) – 1-årig mesterlære

## Eksterne kilder, links og henvisninger
- Bekendtgørelse af 07.12.2005 om apoteker og apotekspersonale